# 久住村
久住村（くずみむら）とは、千葉県印旛郡にかつて存在した村である。

## 地理
- 現在の成田市の北部、旧成田市の北東部に位置している。
- 村域は台地と平地が入り組む谷戸が多い地形になっている。

## 歴史
- 1889年（明治22年）4月1日 - 町村制施行に伴い、荒海村、磯部村、飯岡村、水掛村、大生村、幡谷村、成毛村、大室村、小泉村、土室村が合併し下埴生郡久住村が発足。
- 1897年（明治30年）4月1日 - 下埴生郡が印旛郡に編入。同郡の所属となる。
- 1954年（昭和29年）3月31日 - 成田町、八生村、公津村、中郷村、遠山村、豊住村と合併し成田市が発足。同日久住村廃止。

### 変遷表
| 1868年 以前 | 1868年 以前 | 明治22年 4月1日 | 明治30年 4月1日 | 明治30年 4月1日 | 昭和29年 3月31日 | 現在   |
| ----------- | ----------- | --------------- | --------------- | --------------- | ---------------- | ------ |
|             | 幡谷村      | 久住村          | 印旛郡 に編入   | 久住村          | 成田市           | 成田市 |
|             | 荒海村      | 久住村          | 印旛郡 に編入   | 久住村          | 成田市           | 成田市 |
|             | 磯部村      | 久住村          | 印旛郡 に編入   | 久住村          | 成田市           | 成田市 |
|             | 飯岡村      | 久住村          | 印旛郡 に編入   | 久住村          | 成田市           | 成田市 |
|             | 水掛村      | 久住村          | 印旛郡 に編入   | 久住村          | 成田市           | 成田市 |
|             | 大生村      | 久住村          | 印旛郡 に編入   | 久住村          | 成田市           | 成田市 |
|             | 成毛村      | 久住村          | 印旛郡 に編入   | 久住村          | 成田市           | 成田市 |
|             | 小泉村      | 久住村          | 印旛郡 に編入   | 久住村          | 成田市           | 成田市 |
|             | 土室村      | 久住村          | 印旛郡 に編入   | 久住村          | 成田市           | 成田市 |
|             | 大室村      | 久住村          | 印旛郡 に編入   | 久住村          | 成田市           | 成田市 |

## 人口・世帯

### 人口
総数 [単位： 人]
| 1891年（明治24年） | 2,925 |
| 1904年（明治37年） | 2,989 |
| 1920年（大正 9年） | 3,236 |
| 1932年（昭和 7年） | 3,231 |
| 1950年（昭和25年） | 4,504 |

### 世帯
総数 [単位： 世帯]
| 1932年（昭和 7年） | 613 |
| 1950年（昭和25年） | 812 |

## 出身人物
- 神山魚貫（かみやま・なつら）；江戸時代の歌人。下総埴生郡飯岡が生地。
- 白鳥三郎（与野市長）

## 交通

### 鉄道
- 日本国有鉄道（ → 東日本旅客鉄道）
  - ■成田線
    - 久住駅